# 陳衍光
陳衍光（Chan Hin Kwong，1988年2月27日—），生於香港南區，香港足球運動員，司職左後衛，現時自由身，於高主教書院任教。

## 球員生涯
陳衍光生於香港南區，自幼縱橫鴨脷洲街場在17歲時獲當時效力流浪的蘇來強介紹加入青年軍受訓，及後協助球隊嬴得2006年度精英青年聯賽冠軍，於2006年年僅18歲的陳衍光未有跟家人商量就放下學業、簽約加盟首次升上甲組聯賽的地區球隊和富大埔，在2007年球季在聯賽開始有上陣機會，陳衍光於2008年球季上陣機會漸多，卻不幸地在2008年11月18日和富大埔主場迎戰康宏晨曦的賽事末段一次防守中十字靭帶撕裂，缺席球季餘下大部份賽事，他於2010年3月20日和富大埔以2–2賽和傑志的聯賽取得職業生涯首個入球。
2010年夏天，陳衍光加盟首次升上甲組聯賽角逐的升班馬屯門，卻被新教練擢升親信棄用，選擇涉嬚以打假波的國援李明代替陳衍光的左後衛位置，直到2012年夏季轉投公民，球隊於2014年季尾決定不會參加來季香港足球總會新成立的香港超級聯賽，因而陳衍光受邀加盟元朗，繼續以正選左後衛上陣。於2016年11月20日交出兩個助攻協助九巴元朗以4–0擊敗標準灝天。2017年1月8日，陳衍光在次循環對標準灝天的聯賽中取得加盟後的首個入球，最終九巴元朗以3–2擊敗對手。到2017年5月16日陳衍光經過詳細檢驗後證實右膝的十字靭帶撕裂並需要接受手術治理而其後隊友史提芬彭利拿於對冠忠南區的季後附加賽四強取得入球後高舉27號球衣希望陳衍光早日康復，相隔8至9年再第二度斷右膝膝蓋十字韌帶慶幸的是醫生已判斷並非舊傷復發。
2018年夏天，陳衍光加盟港超聯球會理文。2019年4月27日，陳衍光協助理文於菁英盃決賽擊敗佳聯元朗，奪得球會歷史上首項錦標。

## 國際賽生涯
陳衍光於2013年入選香港五人足球代表隊，於2014年12月，陳衍光獲補選入香港足球代表隊出戰第37屆省港盃，並於次回合主場一役後備上陣。 2015年11月，陳衍光被徵召成為香港B隊成員，以正選身份上陣出戰第71屆港澳埠際賽，最終香港以2–0擊敗澳門，捧走第71屆港澳埠際賽的冠軍。2015年12月，陳衍光再次被徵召成為香港B隊成員，以正選身份上陣出戰第38屆省港盃首回合和次回合，但最後兩回合計香港隊以4–5 落敗。

## 榮譽
公民
- 賀歲盃冠軍（2014）

元朗
- 香港高級組銀牌冠軍（2017–18季度）

理文
- 香港菁英盃冠軍（2018–19季度）

香港代表隊
- 港澳埠際賽冠軍（2008、2015、2016年）

## 外部連結
- 香港足球總會網頁球員註冊資料 （页面存档备份，存于）
- 香港足球總會訪問 （页面存档备份，存于）
- 第71屆港澳埠際賽Goal.com訪問 （页面存档备份，存于）